# 나주평야

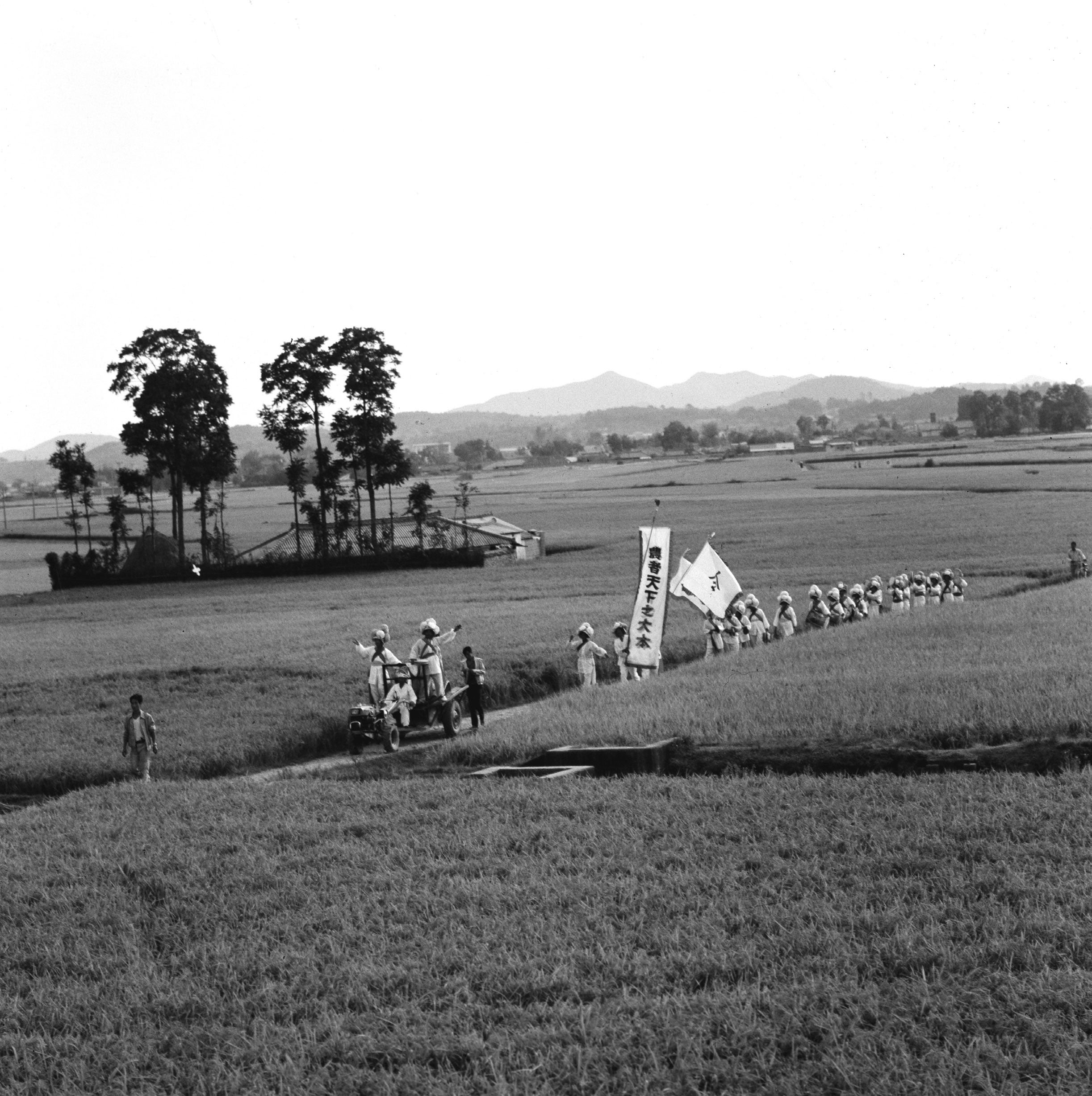
농악대가 지나가고 있는 추수기의 나주평야

나주평야(羅州平野)는 영산강 중류의 충적지를 중심으로 형성된 평야로, 나주시를 비롯하여 무안·영암·함평·담양·장성·광산·영광 지역과 광주와 목포를 포함하는 일대에 펼쳐져 있다. 면적은 1610 km2이다. 전라남도 서남의 거의 대부분을 포함하여 전남평야라고도 부른다. 인근의 호남평야와 함께 대한민국 유수의 곡창 지대 중 하나이다.

## 같이 보기
- 호남평야